# Nationales Referenzzentrum
Als Nationales Referenzzentrum (NRZ) werden in Deutschland seit 1995 Institutionen im Bereich der Infektiologie, Virologie und Mikrobiologie ernannt, die besondere Aufgaben für den öffentlichen Gesundheitsschutz unter anderem bei der Diagnostik von Krankheitserregern, der Beratung des öffentlichen Gesundheitsdienstes und der Beratung von Ärzten wahrnehmen. Für Erreger, die nach bestimmten Kriterien für den Gesundheitsdienst in Deutschland eine geringere Priorität bezüglich Spezialdiagnostik, Resistenz oder ein geringeres epidemiologisches Risiko darstellen, werden ergänzend zu den NRZs Institutionen zu Konsiliarlaboratorien (KL) berufen. Derzeit existieren 21 Nationale Referenzzentren und 39 Konsiliarlabore (siehe auch Konsil).
Als Referenzlabore werden hingegen verschiedene sehr unterschiedliche labordiagnostische Einrichtungen bezeichnet, die für Fachgesellschaften, Behörden oder kommerzielle Zusammenschlüsse Aufgaben hinsichtlich der Standardisierung von Labormethoden oder der Herstellung von Vergleichsproben erfüllen. Für ähnliche Aufgaben wie die Nationalen Referenzzentren im Bereich der veterinärmedizinischen Erregerdiagnostik und -überwachung werden Nationale Referenzlabore ernannt.

## Aufgaben der Referenzzentren
Die geforderten Aufgaben, die ein Referenzzentrum oder ein Konsiliarlabor erfüllen sollen, sind je nach Fachausrichtung und abzudeckendes Erregerspektrum im Detail unterschiedlich. Die Anpassungen in den jeweils detaillierten Ausschreibungskatalogen haben oft verschiedene Schwerpunkte oder zusätzliche Spezialanforderungen. Dennoch gibt es gemeinsame allgemeine Anforderungen, die der jeweiligen Fragestellung angepasst werden. Diese sind:
- Entwicklung und Verbesserung diagnostischer Verfahren
- Eine über die Routinediagnostik hinausreichende Spezialdiagnostik und Möglichkeit zur Feintypisierung von Erregern
- Die Aufklärung epidemiologischer Zusammenhänge beispielsweise bei Ausbruchsgeschehen, z. B. mit molekularbiologischen Untersuchungsmethoden
- Führen einer Stammsammlung, d. h. die aus klinischen Proben isolierten Erreger werden ggf. vermehrt und für Vergleichsuntersuchungen gelagert
- Mitarbeit in oder Aufbau von entsprechenden diagnostischen Netzwerken(überwiegend die von mehreren thematisch überschneidenden NRZs und KLs zusammengesetzten sogenannten „NRZ-Netzwerke“)
- Beratungstätigkeit für den Öffentlichen Gesundheitsdienst, Laboratorien, niedergelassene Ärzte, Krankenhäuser und Forschungsinstitute
- Durchführung von Weiterbildungen und Öffentlichkeitsarbeit
- Zusammenarbeit mit Referenzlaboratorien anderer Länder sowie der Weltgesundheitsorganisation (WHO)
- Bei Bedarf Stellungnahmen zur epidemiologischen Situation, Mitarbeit bei Surveillanceprojekten, Aufdeckung von Ausbrüchen oder Ausbruchsgefahren und Mitteilung an das Robert Koch-Institut, Unterstützung des Gesundheitsdienstes und des RKI bei Ausbruchsuntersuchungen
- Untersuchungen zur Resistenz- und Virulenzentwicklung von Erregern
- Beratung des Robert Koch-Instituts und Mitwirkung bei der Erarbeitung von Empfehlungen des Robert Koch-Institutes für Diagnostik, Therapie, Epidemiologie, Krankheitsdefinitionen und Krankheitsprävention
- Mitwirkung in Fachausschüssen und -kommissionen sowie in Kommissionen für die Erstellung Medizinischer Leitlinien
- Standardisierung und Verbreitung allgemeingültiger Testverfahren oder biologischer Standardpräparate
- Aufgaben der labordiagnostischen Qualitätssicherung beispielsweise durch Teilnahme bei der Ausrichtung und Durchführung von Ringversuchen mit WHO, EU oder INSTAND

Seit 2009 wurde seitens des RKI versucht, verschiedene NRZs mit den ihnen beigeordneten KLs zu „Referenznetzwerken“ zusammenzuschließen. Es sollten gemeinsame Synergien bei der Durchführung thematisch ähnlicher epidemiologischer Untersuchungen genutzt und der Austausch untereinander gefördert werden. Die Netzwerkszugehörigkeit wird vom RKI bestimmt. Die Finanzierung der Netzwerktreffen erfolgt überwiegend aus den Haushalten der NRZs und KLs. Die finanzielle Förderung einzelner Netzwerkprojekte wird durch das RKI begutachtet und bewertet. Aufgrund mangelnder finanzieller Ausstattung der Netzwerkprojekte insgesamt konnten nur vereinzelt Netzwerkprojekte durchgeführt werden, überwiegend gelang die Förderung von Netzwerkprojekten, an denen NRZs und KLs beteiligt waren, die am RKI selbst angesiedelt sind.

## Auswahlverfahren und Evaluation
Die Berufungen zu NRZs und KLs werden öffentlich u. a. im Epidemiologischen Bulletin ausgeschrieben. Die Bewerbungsverfahren werden durch den Wissenschaftlichen Beirat für Public Health Mikrobiologie (früher als „Kommission für Infektionsepidemiologie“ benannt) geleitet und nach Begutachtung durch diese unter Einbeziehung internationaler Fachexperten eine Empfehlung an das Bundesministerium für Gesundheit abgegeben. Dieses entscheidet im Falle der Referenzzentren auf der Grundlage der Empfehlungen über die Berufung als NRZ und spricht diese Berufung über den Präsidenten des RKI aus. Im Falle der Konsiliarlaboratorien erfolgt eine Berufung durch den Präsidenten des RKI nach Rücksprache mit dem Bundesministerium. Die Berufung erfolgt zeitlich begrenzt für meistens drei Jahre. Danach erfolgt für eine Verlängerung des Berufungszeitraumes eine erneute Evaluation durch den Fachbeirat unter Hinzuziehung externer internationaler Experten.
Die Entscheidung über die Zusammensetzung der NRZs und KLs bezüglich der abzudeckenden Fragestellungen wird vom Wissenschaftlichen Beirat, dem RKI und dem Bundesministerium getroffen, das letztlich die Haushaltshoheit über die NRZs und KLs innehat. Die Beschlussgrundlage, ob ein Erreger oder eine Erkrankung nicht oder durch ein Referenzzentrum oder ein Konsiliarlabor vertreten wird, wurde teilweise versucht mit epidemiologischen Scores bezüglich der Erreger-Priorisierung zu objektivieren. Unter anderem aufgrund der Neubeurteilungen der nationalen Risikolage oder veränderten Bedeutung von Erregern kommt es zu Neuausschreibungen von Sachgebieten oder zur Aufspaltung und Zusammenlegung von Aufgaben.

## Gegenwärtige Referenzzentren

### NRZ für bakterielle Erreger
- Nationales Referenzzentrum für Borrelien: Bayerisches Landesamt für Gesundheit und Lebensmittelsicherheit, Oberschleißheim
- Nationales Referenzzentrum für Clostridium difficile: Institut Hygiene, Universitätsklinikum des Saarlandes, Homburg

- Nationales Referenzzentrum für gramnegative Krankenhauserreger: Abteilung für Medizinische Mikrobiologie der Ruhr-Universität Bochum
- Nationales Referenzzentrum für Helicobacter pylori: Max von Pettenkofer-Institut, Ludwig-Maximilians-Universität München
- Nationales Referenzzentrum für Meningokokken und Haemophilus influenzae: Institut für Hygiene und Mikrobiologie, Universität Würzburg
- Nationales Referenzzentrum für Mykobakterien: Forschungszentrum Borstel, Sülfeld
- Nationales Referenzzentrum für Salmonellen und andere bakterielle Enteritiserreger: Am Robert Koch-Institut, Bereich (Bereich Wernigerode)
- Nationales Referenzzentrum für Staphylokokken und Enterokokken: Am Robert Koch-Institut, Bereich (Bereich Wernigerode)
- Nationales Referenzzentrum für Streptokokken: Institut für Medizinische Mikrobiologie, Universitätsklinikum Aachen

### NRZ für virale Erreger
- Nationales Referenzzentrum für Coronaviren: Institut für Virologie, Charité – Universitätsmedizin Berlin (bis 2023 Konsiliarlabor)
- Nationales Referenzzentrum für Hepatitis-B- und -D-Viren: Institut für Medizinische Virologie Gießen, Justus-Liebig-Universität Gießen
- Nationales Referenzzentrum für Hepatitis-C-Viren: Institut für Virologie, Universitätsklinikum Essen
- Nationales Referenzzentrum für Influenza: FG 17 des Robert Koch-Instituts, Berlin
- Nationales Referenzzentrum für Masern, Mumps, Röteln: Am Robert Koch-Institut, Berlin
- Nationales Referenzzentrum für Papillom- und Polyomaviren: Institut für Virologie, Uniklinik Köln
- Nationales Referenzzentrum für Poliomyelitis und Enteroviren: Am Robert Koch-Institut, Berlin
- Nationales Referenzzentrum für Retroviren: Max von Pettenkofer-Institut, Ludwig-Maximilians-Universität München

### NRZ für sonstige Fragestellungen
- Nationales Referenzzentrum für Invasive Pilzinfektionen: Leibniz-Institut für Naturstoff-Forschung und Infektionsbiologie, Jena
- Nationales Referenzzentrum für tropische Infektionserreger: Bernhard-Nocht-Institut für Tropenmedizin, Hamburg
- Nationales Referenzzentrum für Surveillance von nosokomialen Infektionen: Institut für Hygiene und Umweltmedizin, Charité – Universitätsmedizin Berlin
- Nationales Referenzzentrum für die Surveillance Transmissibler Spongiformer Enzephalopathien: Neurologische Klinik, Universitätsklinikum Göttingen

## Gegenwärtige Konsiliarlabore
Für ausgewählte Krankheitserreger und Klinische Syndrome bestehen derzeit 42 Konsiliarlabore. Sie ergänzen das Netz der Referenzzentren hinsichtlich der Diagnostik und der Beratungstätigkeit. Für folgende Erkrankungen, Erreger bzw. Erregergruppen oder besondere diagnostische Verfahren sind zurzeit Konsiliarlabore berufen:
- Konsiliarlabore für ausgewählte Bakterien: Anaerobe Bakterien, Bacillus anthracis, Bartonella, Bordetella pertussis, Brucella, Chlamydien, Clostridium difficile, Clostridium botulinum, Coxiella burnetii, Diphtherie, Ehrlichia, Gonokokken, Hämolytisch-urämisches Syndrom (HUS), Haemophilus influenzae, Klebsiellen, Legionellen, Leptospirose, Listerien, Mukoviszidose-Bakteriologie, Mykoplasmen, Treponema (getrennt nach Diagnostik und Therapie sowie Erreger-Differenzierung), Tularämie, Tropheryma whipplei, Yersinia pestis
- Konsiliarlabore für ausgewählte Parasiten und Pilze: Aspergillus, Kryptokokkose, Scedosporiose und importierte Systemmykosen, Dermatophyten, Echinokokken, Toxoplasma
- Konsiliarlabore für ausgewählte Viren: Adenoviren, Coronaviren, Humanes Cytomegalievirus, Epstein-Barr-Virus und Humane Herpesviren 6, 7 und 8, Filoviren, Frühsommer-Meningoenzephalitis, Hantaviren, Hepatitis-A-Virus und Hepatitis-E-Virus, Herpes-simplex-Viren und Varicella-Zoster-Virus, Noroviren, Parvoviren, Pockenviren, Rotaviren, respiratorische Syncytialviren Parainfluenzaviren und Metapneumoviren, Tollwut, elektronenmikroskopische Diagnostik von Krankheitserregern
- Konsiliarlabore für ausgewählte Syndrome: Kongenitale Virusinfektionen, gastrointestinale Infektionen (bakteriell), ZNS-Infektionen (viral). Diese drei Ernennungen liefen zum 31. Dezember 2013 aus.

## Schweiz
In der Schweiz definiert das BAG verschiedene Laboratorien als Nationale Referenzzentren. Sie haben den Auftrag, die epidemiologische Überwachung von ausgewählten übertragbaren Krankheiten sicherzustellen und Ausbrüche zu erkennen. Daneben betreiben die Kantone ein Netzwerk von Regionallaboratorien, um Analysen von seltenen bzw. gefährlichen Erregern zu ermöglichen.
| Name | Institution                                                         | Referenzdiagnostik für |
| --- | ------------------------------------------------------------------- | --- |
| Nationales Zentrum für enteropathogene Bakterien und Listerien (NENT)                                   | Universität Zürich Institut für Lebensmittelsicherheit und -hygiene | Salmonellen, Shigellen, Campylobacter, enterovirulente Escherichia coli (STEC/EHEC, EPEC, ETEC, EIEC, EAEC), Yersinia spp., Vibrio cholerae, Listerien                                  |
| Nationales Referenzzentrum für Anthrax (NANT)                                                           | Labor Spiez                                                         | Bacillus anthracis, Francisella tularensis, Yersinia pestis, Brucella melitensis, Brucella abortus, Brucella suis                                                                       |
| Nationales Referenzlabor zur Früherkennung neuer Antibiotikaresistenzen und Resistenzmechanismen (NARA) | Université de Fribourg                                              | Molekulare und genetische Analysen resistenter Bakterienstämme (vor allem Bestätigungsdiagnostik) Genetischer Vergleich von Bakterienstämmen, die neuartige Resistenzmerkmale aufweisen |
| Nationales Zentrum für Retroviren (NZR)                                                                 | Universität Zürich Institut für Medizinische Virologie              | HIV |
| Nationales Zentrum für Influenza (NZI)                                                                  | Hôpitaux Universitaires de Genève (HUG)                             | Saisonale Influenza, neuer Subtyp Influenza A(HxNy) |
| Nationales Referenzzentrum für Masern und Röteln (NRMR)                                                 | Hôpitaux Universitaires de Genève (HUG)                             | Masern, Röteln |
| Nationales Zentrum für Mykobakterien (NZM)                                                              | Universität Zürich Institut für Medizinische Mikrobiologie          | Mycobacterium tuberculosis |
| Nationales Zentrum für Meningokokken (CNRM)                                                             | Hôpitaux Universitaires de Genève (HUG)                             | Neisseria meningitidis |
| Nationales Referenzzentrum für Legionellen (NRZL)                                                       | Ente Ospedaliero Cantonale                                          | Legionella |
| Nationales Zentrum für menschliche Prion-Erkrankungen (NRPE/NHUP)                                       | Universitätsspital Zürich Institut für Neuropathologie              | Prionen |
| Nationales Referenzlabor für Poliomyelitis (NZPo)                                                       | Universitätsspital Basel                                            | Poliomyelitis |
| Nationales Zentrum für importierte Parasitosen (NZIP)                                                   | Schweizerisches Tropen- und Public Health Institut (Swiss TPH)      | Malaria |
| Nationales Zentrum für invasive Pneumokokken (NZPn)                                                     | Universität Bern Institut für Infektionskrankheiten (ifik)          | Pneumokokken |
| Nationales Zentrum für neuauftretende Viruserkrankungen (NAVI)                                          | Hôpitaux Universitaires de Genève (HUG)                             | Ebola, Krim-Kongo, Lassa, Marburg, Pocken/Variola, Chikungunya, Dengue, Gelbfieber, Hanta, MERS-CoV, Rift Valley-Fieber, SARS, West Nil Fieber, Zika, COVID-19                          |
| Schweizerische Tollwutzentrale (Nationales Referenz- und Untersuchungslaboratorium für Tollwut)         | Schweizerische Tollwutzentrale                                      | Tollwut/Rabies |
| Nationales Referenzzentrum für zeckenübertragene Krankheiten (NRZK)                                     | Labor Spiez                                                         | Lyme-Borreliose, Frühsommermeningoenzephalitis (FSME), Q-Fieber |

## Kritik
Von den involvierten medizinischen Fachgesellschaften wie der GfV und DGHM wurde bemerkt, dass eine zunehmende Ansiedelung von Referenzzentren und Konsiliarlaboren bei einer einzelnen Bundesbehörde (dem RKI) zunehmend der ursprünglichen Intention der Referenzzentren entgegenläuft, dass nämlich eine außerhalb des RKI liegende externe Expertise hinzugezogen werden soll und nicht das RKI sich selbst über die eigenen NRZs und KLs berät. Diese Konzentration sei umso bedenklicher, als auch Angehörige des RKI selbst an der Entscheidung zur Berufung und der Evaluation mitwirkten.
Die Entscheidungen, Evaluationen und auch die sehr unterschiedliche Vergabe von Mitteln an die NRZs und KLs sind öffentlich nicht transparent. Die finanzielle Ausstattung universitärer NRZs und KLs zur Erfüllung ihrer Aufgaben ist sehr begrenzt und es wird häufig auf Ressourcen der jeweiligen Universitäten oder Drittmittelprojekte zurückgegriffen. Für die Durchführung von Laboruntersuchungen sind die NRZs und KLs darauf angewiesen, diese für den Einsender in Rechnung zu stellen.

## Nachweise
- Nationale Referenzzentren und Konsiliarlabore (Berufungsperiode 2022-2025) (PDF)
- Nationale Referenzzentren und Konsiliarlabore (Berufungsperiode 2002–2004) pdf In: Epidem. Bulletin. 19. Dezember 2002
- G. Laude, A. Ammon: Die Nationalen Referenzzentren und Konsiliarlaboratorien – Bedeutung und Aufgaben. Bundesgesundheitsblatt (2005) 48;9:  S. 998–1004. doi:10.1007/s00103-005-1114-6
- Nationale Referenzzentren meldepflichtiger übertragbarer Krankheiten 2019 (PDF; 283 kB)